# 시밀란 군도

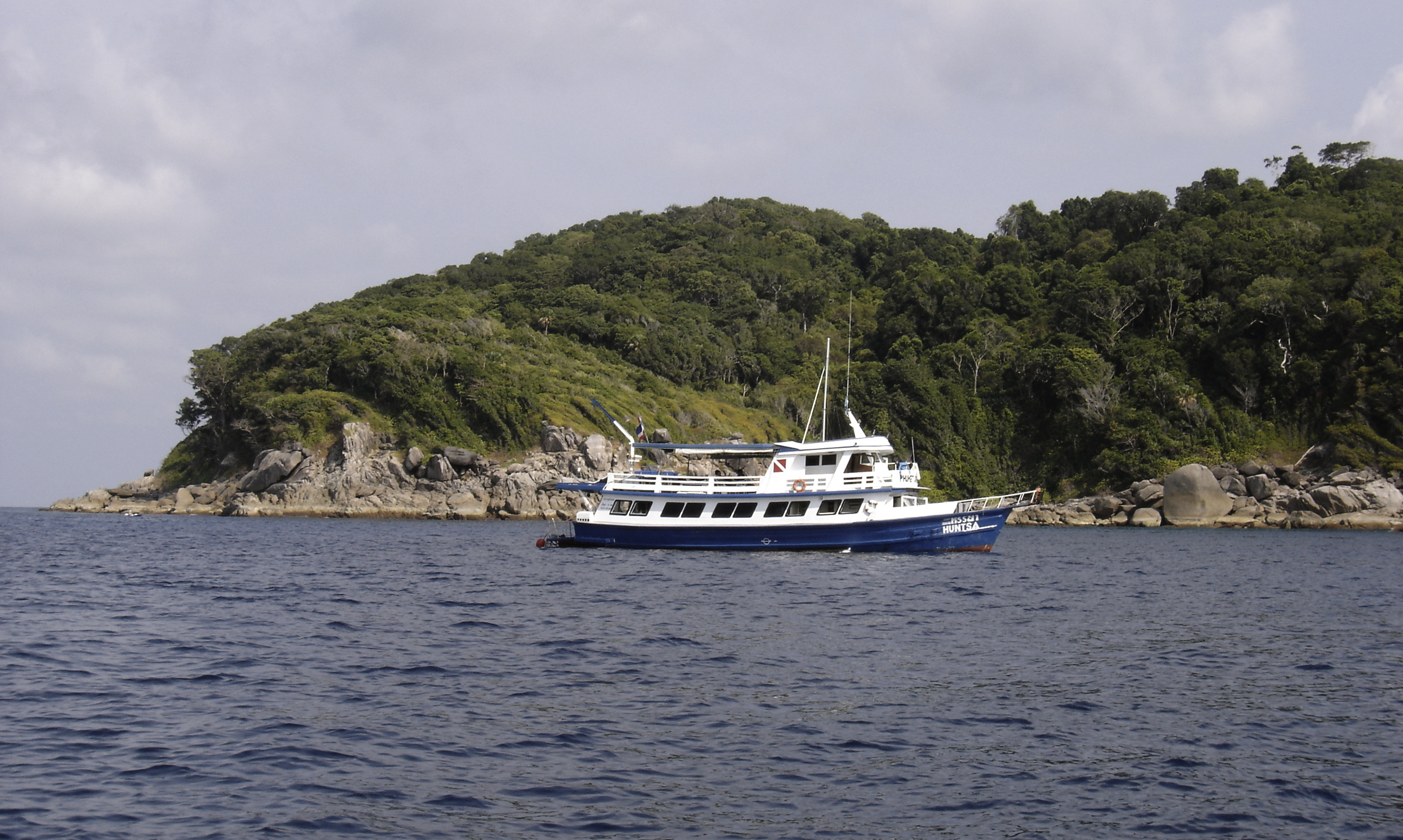
시밀란 군도의 다이빙 보트

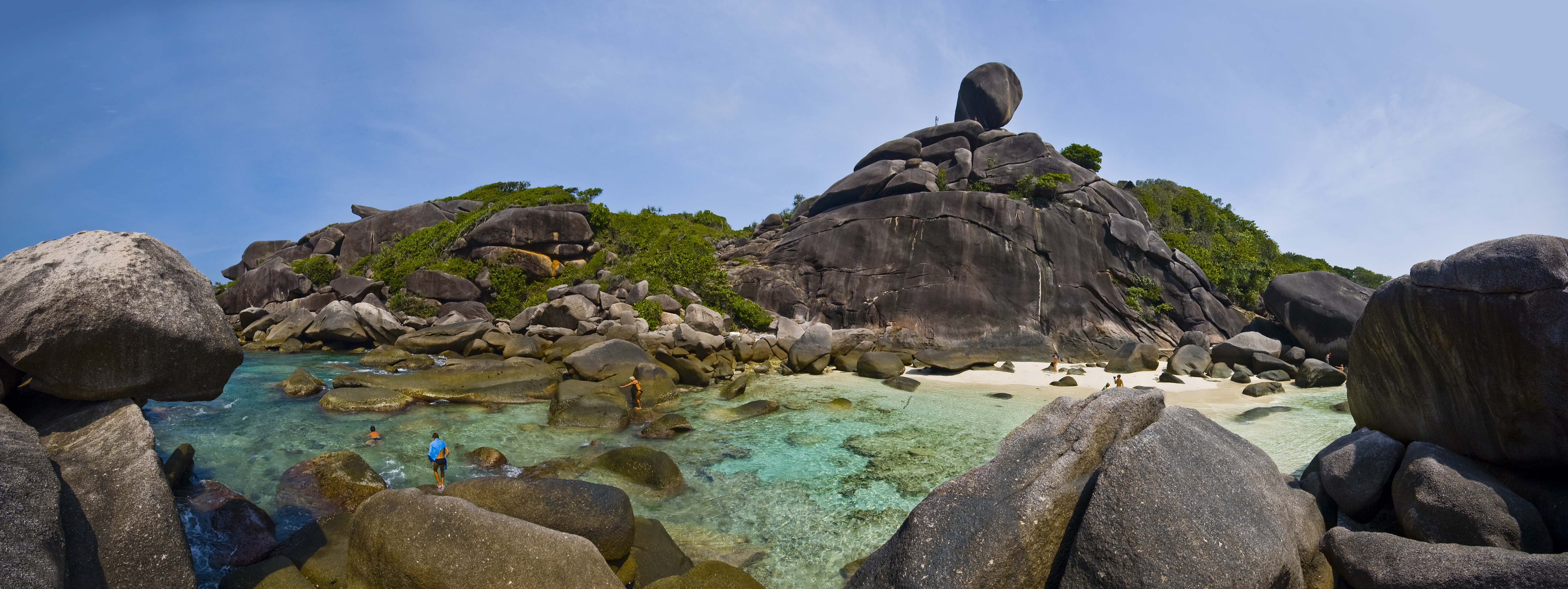
꼬 시밀란의 전경

시밀란 군도(태국어: เกาะสิมิลัน, Similan Islands)는 태국 남부 안다만해에 있는 섬 무리이다. 팡응아 주에 속하고 1982년에 국립공원으로 지정되었다.
시밀란 군도 국립공원은 태국 산림청의 1년간의 탐험 후에 설치되었다. 공원은 꼬 본(Ko Bon), 꼬 바유(Ko Bayu), 꼬 시밀란(Ko Similan), 꼬 빠유(Ko Payu), 꼬 미앙(Ko Miang, 두 섬이 연결되어 있음), 꼬 빠얀(Ko Payan), 꼬 빠양(Ko Payang), 꼬 후용(Ko Huyong)의 9개의 섬으로 이루어져 있다. 최근에 공원은 확장되어 두 개의 외딴 섬 꼬 본(Ko Bon)과 꼬 따차이(Ko Tachai)를 포함하게 되었다. 시밀란 군도는 팡응아로부터 70km 떨어진 곳에 위치한다. 시밀란은 야위어로 '9'를 의미한다. 시밀란은 태국에서 가장 유명한 다이빙 장소의 하나이자 세계 10대 다이빙 명소 중 하나이다.

## 사건사고
- 태국의 방콕 포스트는 시밀란 군도 인근 바다에서 대형 뇌산호가 사람에 의해 훼손됐다고 29일 보도했다. 현지 잠부수가 발견해 촬영한 산호 사진에는 한국 이름으로 보이는 한글 낙서가 있었다. 누군가 산호에 '박영숙'이라고 새겨놓은 것이다. 훼손된 산호는 수심 20m에 있었다고 한다.